# Liste der Wappen in der Provinz Lecco
Die Liste der Wappen in der Provinz Lecco beinhaltet alle in der Wikipedia gelisteten Wappen der Orte in der Provinz Lecco in der Region Lombardei in Italien. In dieser Liste werden die Wappen mit dem Gemeindelink angezeigt. 

## Wappen der Provinz Lecco

Provinz Lecco
Lage der Provinz Lecco in Italien

## Wappen der Gemeinden der Provinz Lecco

Abbadia Lariana
Airuno
Annone di Brianza
Ballabio
Barzago
Barzanò
Barzio
Bosisio Parini
Brivio
Bulciago
Calco
Calolziocorte
Carenno
Casargo
Casatenovo
Cassago Brianza
Cassina Valsassina
Castello di Brianza
Cernusco Lombardone
Cesana Brianza
Civate
Colico
Colle Brianza
Cortenova
Costa Masnaga
Crandola Valsassina
Cremella
Cremeno
Dervio
Dolzago
Dorio
Ello
Erve
Esino Lario
Galbiate
Garbagnate Monastero
Garlate
Imbersago
Introbio
Lecco
Lierna
Lomagna
Mandello del Lario
Margno
Merate
Missaglia
Moggio
Molteno
Monte Marenzo
Montevecchia
Monticello Brianza
Morterone
Nibionno
Oggiono
Olgiate Molgora
Olginate
Oliveto Lario
Osnago
Paderno d’Adda
Pagnona
Parlasco
Pasturo
Perledo
Pescate
Premana
Primaluna
Robbiate
Rogeno
Rovagnate
Santa Maria Hoè
Sirone
Sirtori
Sueglio
Suello
Taceno
Torre de’ Busi
Valgreghentino
Valmadrera
Valvarrone
Vendrogno
Vercurago
Verderio
Viganò

## Wappen ehemaliger Gemeinden

Perego